# Барсков, Михаил Константинович
Михаил Константинович Барсков (5 августа 1945, Глазов — 7 января 2013, Москва) — советский, российский офицер, инженер, кандидат технических наук; заместитель Главнокомандующего ВМФ по вооружению, кораблестроению и эксплуатации (1989—2003). Вице-адмирал (15.11.1996).

## Биография
В 1968 г. окончил Ленинградское высшее военно-морское инженерное училище. Служил на Северном флоте: командиром группы, командиром боевой части (с 1970 г.) сторожевого корабля, с 1971 г. — в бригаде противолодочных кораблей (флагманский инженер-механик бригады, с 1972 г. — заместитель командира бригады по электромеханической части).
В 1984 г. окончил Военно-морскую академию имени Маршала Советского Союза А. А. Гречко, после чего занимал должности начальника отдела, заместителя начальника (с 1987 г.) Технического управления Северного флота.
C 1989 г. — в центральном аппарате ВМФ: заместитель начальника, начальник (с 1994 г.) Главного управления кораблестроения; с 1996 г. — начальник штаба вооружения, первый заместитель начальника кораблестроения, вооружения и эксплуатации вооружения ВМФ. Контр-адмирал (1992).
В 1998—2003 гг. — начальник кораблестроения, вооружения и эксплуатации вооружения — заместитель Главнокомандующего ВМФ по вооружению. Лично участвовал в разработке планов военного кораблестроения, разработке оперативно-тактических заданий для создания проектов новых кораблей, технических заданий для создания главных энергетических установок, общекорабельных систем и устройств. В 2003—2004 гг. входил в состав коллегии Российского агентства по судостроению.
Был избран членом-корреспондентом РАРАН, членом-корреспондентом Санкт-Петербургской инженерной академии.
Похоронен на Троекуровском кладбище Москвы.

## Награды и признание
- орден «За военные заслуги»
- орден Красной Звезды
- орден «За службу Родине в Вооружённых Силах СССР» 3-й степени
- медали
- Государственная премия Российской Федерации
- Премия Правительства Российской Федерации в области науки и техники (1998)
- Заслуженный военный специалист Российской Федерации (3.06.2003)[5]
- Почётный гражданин города Глазова (2002)[6] — за большие заслуги перед городом и Российской Федерацией, огромный вклад в дело патриотического воспитания.

## Память
Имя «Михаил Барсков» присвоено малому морскому танкеру проекта 03182, который заложен во Владивостоке 27 октября 2015 года для Тихоокеанского флота.